# Cheilosia nigrofasciata
Cheilosia nigrofasciata är en tvåvingeart som först beskrevs av Charles Howard Curran 1926.  Cheilosia nigrofasciata ingår i släktet örtblomflugor, och familjen blomflugor. Inga underarter finns listade i Catalogue of Life.